# Adolfo Tapia
Adolfo Margarito Tapia Ibarra (født d. 14. november 1965) er en mexicansk luchadore, eller maskeret wrestler, som bedst er kendt som La Parka og L.A. Park figurene. Han er en af de allerstørste stjerner nogensinde, indenfor Lucha libre. 

## Biografi

### Begyndelsen
Adolfo Tapia debuterede som wrestler i 1982 da han var 16 år gammel, hvor han kæmpede under sig borgerlige navn. Han skiftede senere navn til El Gringo, og kæmpede med en maske. Han kæmpede også i Mexico City under navnet El Minero. Han mistede sin maske i en kamp mod Climax II, og vendte tilbage til at kæmpe under sit rigtige navn. I 1988 skiftede han dog karakter til El Asesino de Tepito. Han mistede også denne maske, denne gang i en kamp mod Astro de Oro. Herefter skiftede han karakter til Principe Island, en karakter han fortsatte med at bruge helt til 1992. Mens han kæmpede som Principe Island vandt han blandt andet masker fra Gran Cóndor, Principe Judas, Guerrero Negra and Bestia Negra I. Han mistede Principe Island masken i en kamp mod El Hijo del Santo, men fortsatte med at wrestle som Principe Island. Han begyndte dog også at kæmpe som den maskerede Invasor del Norte I, men da han mistede denne maske til Stuka i 1991, blev det afsløret af Adolfo Tapia og Invasor del Norte I var den samme. 

### Asistencia Asesoría y Administración
I 1992 grundlagde Antonio Peña Asistencia Asesoría y Administración. Adolfo Tapia blev hyret som en af de første wrestlere. Peña fandt på La Parka figuren. En figur som kæmpede i en heldragt og en maske, der forestillede et skelet. La Parka blev vanvittigt populær, pga. Tapias flamboyante handlinger og bevægelser mens han spillede figuren, selvom den oprindeligt skulle have været en rudo, altså en heel eller en skurk. 

### World Championship Wrestling
Amerikanske World Championship Wrestling begyndte i midten af 1990'erne at hyre wrestlere fra hele verden, og især Mexico. Sammen med wrestlere som Juventud Guerrera, Psicosis, Konnan og Super Calo blev La Parka en del af WCW. 